# California.pro
California.pro, vormals California 3000, jetzt CaliforniaX, ist eine Software für Ausschreibung, Vergabe und Abrechnung (AVA) im Bauwesen vom Softwarehersteller G&W Software AG aus München.
Der Anwenderkreis sind Architektur- und Planungsbüros, Versorgungsunternehmen, Entsorgungsbetriebe (Kläranlagen und Kanalbau), Bauämter und kommunale Eigenbetriebe, sowie Bauabteilungen von Unternehmen.

## Geschichte
1978 begann der Gründer Grütter mit der Programmierung eines Olivetti-Programms zum Erstellen von Leistungsverzeichnissen. Über MS-DOS erfolgte der Umstieg zu Windows. Der Name war damals California 3000 und California classic.
2010 wurde auf der Baufachmesse DEUBAU eine neue Version unter dem Namen California.pro vorgestellt. Die darauf folgende Softwaregeneration CaliforniaX wurde auf der Baufachmesse BAU 2023 präsentiert.

## Produktbeschreibung
Das Programm unterstützt bei Kostenschätzung, Erstellung des Leistungsverzeichnis, Kostenberechnung, Ausschreibung, Angebotsprüfung, E-Vergabe, Abrechnung, Kostenkontrolle, Baukostenmanagement und Kostenfeststellung.
Das System ergänzt den klassischen AVA-Ansatz zur Erstellung von Bauleistungsverzeichnissen und deren Vergabe und Abrechnung um die frühen Planungsphasen von der Kostenschätzung und Kostenberechnung sowie die Kostendokumentation, z. B. nach der in der HOAI vorgeschriebenen DIN 276. Die Software unterstützt die Herstellung des Kostenrahmens bis zur Kostenfeststellung und Dokumentation der abgeschlossenen Baumaßnahme (HOAI-Phasen 1–9).
Mit der Veröffentlichung des Moduls BIM2AVA reagierte der Softwarehersteller auf den Stufenplan zur Einführung von Building Information Modeling (BIM) in Deutschland und ermöglicht so die modellorientierte Kostenplanung mit einem kaufmännischen Bauwerksmodell. Mit dem Modul kann das CAD-3D-Modell mit Kostenplanung und Ausschreibung verknüpft werden. Ein Raum- und Gebäudebuch erlaubt granulares Arbeiten.
Eine Schnittstelle zu ERP-Systemen wie SAP, Schleupen.CS, Navision und anderen via XML ermöglicht die Integration in die IT-Landschaft der Energie- und Wasserwirtschaft.
Die Lizenzierung erfolgt nach Anzahl der gleichzeitigen Benutzer. Es gibt eine Small Business, Business und Enterprise Edition, wobei viele Funktionen als Modul zugekauft werden müssen; dazu ergänzende Programme.

## Datenaustausch
- Für Deutschland: GAEB 1990, GAEB 2000 und GAEB DA XML 3.1 und 3.2
- Für Österreich: ÖNORM B2063 und A2063
- Elektronische Mengenübertragung nach DA11 (1979 und 2009), X31
- IFC – Schnittstelle für den Datenaustausch im BIM Prozess
- Bidirektionale Excel-Schnittstelle[13]
- CPIXML – Schnittstelle für Infrastrukturplanung
- Outlook – Anbindung
- ERP-Schnittstelle
- E-Vergabe-Anbindung

## Zugriff auf Ausschreibungstexte und Kostendaten
- STLB-Bau Dynamische Baudaten
- DBD Dynamische BauDaten
- STLK – Texte zur Beschreibung von Standardleistungen im Straßen- und Brücken- und Wasserbau
- SIRADOS Baudaten
- Heinze online
- Datanorm
- Baupreisindex
- ÖNORM Standardisierte Leistungsbeschreibung (LB)